# Phoradendron poeppigii
Phoradendron poeppigii är en sandelträdsväxtart som först beskrevs av Van Tiegh., och fick sitt nu gällande namn av Kuijt. Phoradendron poeppigii ingår i släktet Phoradendron och familjen sandelträdsväxter. Inga underarter finns listade i Catalogue of Life.